# Bohdan Borowski
Bohdan Borowski (ur. 1 sierpnia 1923 w Opocznie, zm. 26 stycznia 1989 w Gdańsku) – polski malarz, rysownik, pedagog PWSSP w Gdańsku, w czasie II wojny światowej partyzant OP AK „Henryk” o pseudonimie „Walek”.

## Życiorys
Bohdan Borowski urodził się 1 sierpnia 1923 r. w Opocznie. Po wybuchu II wojny światowej uczęszczał na tajne komplety oraz pracował jako robotnik. W 1940 r. wstąpił do Związku Walki Zbrojnej, a następnie kontynuował działalność w szeregach Armii Krajowej. W latach 1943–1944 przebywał w obozie pracy organizacji „Baudienst in GG” („Służba Budowlana w Generalnej Guberni”) w Dębie koło Opoczna. Po wyjściu z obozu wstąpił do oddziału partyzanckiego Armii Krajowej „Henryk”. Był m.in. uczestnikiem ataku na magazyny niemieckie w Opocznie. Od lipca 1944 r. służył jako żołnierz w 25 Pułku Piechoty AK. Po zakończeniu II wojny światowej przeniósł się do Łodzi, gdzie kontynuował naukę w Państwowej Szkole Przemysłu Artystycznego, a następnie w Wyższej Szkole Sztuk Plastycznych. Na drugim roku studiów przeniósł się do Państwowej Wyższej Szkoły Sztuk Plastycznych w Gdańsku. Studiował w pracowniach profesorów Juliusza Studnickiego, Jana Ignacego Wodyńskiego, Jacka Żuławskiego i Stanisława Teisseyre’a. Po uzyskaniu dyplomu na Wydziale Malarstwa w 1954 r. rozpoczął pracę pedagogiczną na uczelni. W 1956 na skutek choroby nowotworowej przeszedł amputację oka. W 1957 r. poślubił Dorotę Krystynę Skoracką. W latach 1965–1966 pełnił obowiązki prodziekana Wydziału Malarstwa. Od 1962 r. prowadził Pracownię Rysunku, a później Rysunku i Malarstwa. W 1966 r. uzyskał tytuł docenta. Od 1972 r. był kierownikiem Katedry Kształcenia Ogólnoplastycznego uczelni. W gdańskiej PWSSP pracował do 1983 roku, kiedy przeszedł na wcześniejszą emeryturę. Zmarł 26 stycznia 1989 r. Został pochowany na Cmentarzu Łostowickim w Gdańsku(kwatera 7, rząd C, grób 22).

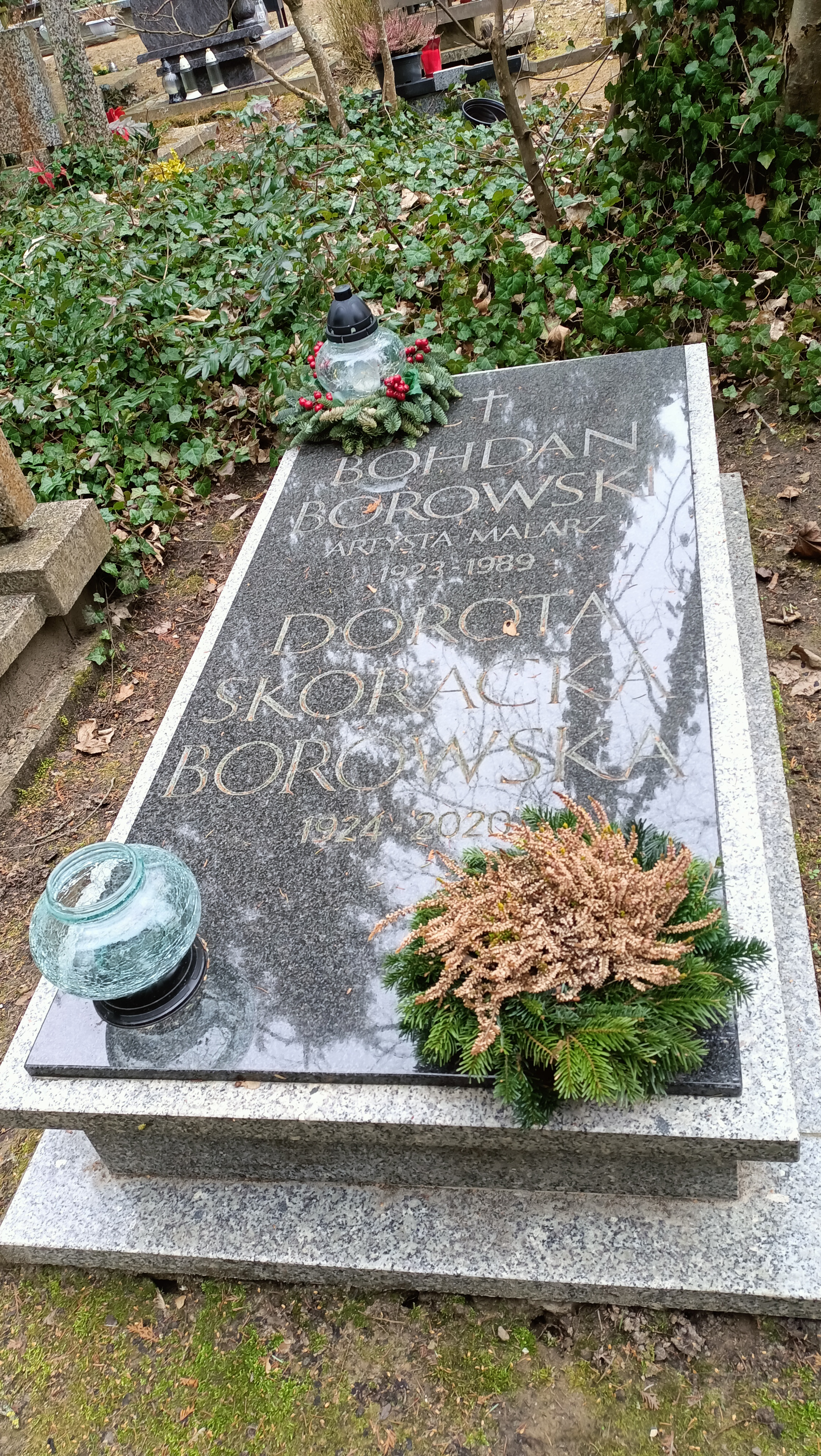
Grób Bohdana Borowskiego na cmentarzu Łostowickim w Gdańsku

Swoją twórczość prezentował na wielu wystawach w Polsce (m.in. w Gdańsku, Sopocie, Gdyni i Warszawie) oraz za granicą (m.in. we Włoszech, Francji i Kanadzie). W latach 1978–1979 projektował i realizował wystrój plastyczny elewacji Miejskiego Domu Kultury w Opocznie.

## Nagrody i odznaczenia
- Złoty Krzyż Zasługi (1973)
- Krzyż Kawalerski Orderu Odrodzenia Polski (1985)
- Medal 40-lecia PRL (1984)
- Złota Odznaka ZPAP (1977)
- Nagroda Prezydium Wojewódzkiej Rady Narodowej w uznaniu osiągnięć w dziedzinie artystycznej (1964)